# Verwaltungsgebäude Elektrizitätsverband Gröba
Das ehemalige Niederlößnitzer Verwaltungsgebäude des Elektrizitätsverbands Gröba liegt im Stadtteil Niederlößnitz der sächsischen Stadt Radebeul, im Körnerweg 5. Es ersetzte das ursprüngliche Verwaltungsgebäude auf dem Rittergut Gröba. Heute ist auf dem Radebeuler Anwesen eine Seniorenresidenz untergebracht.

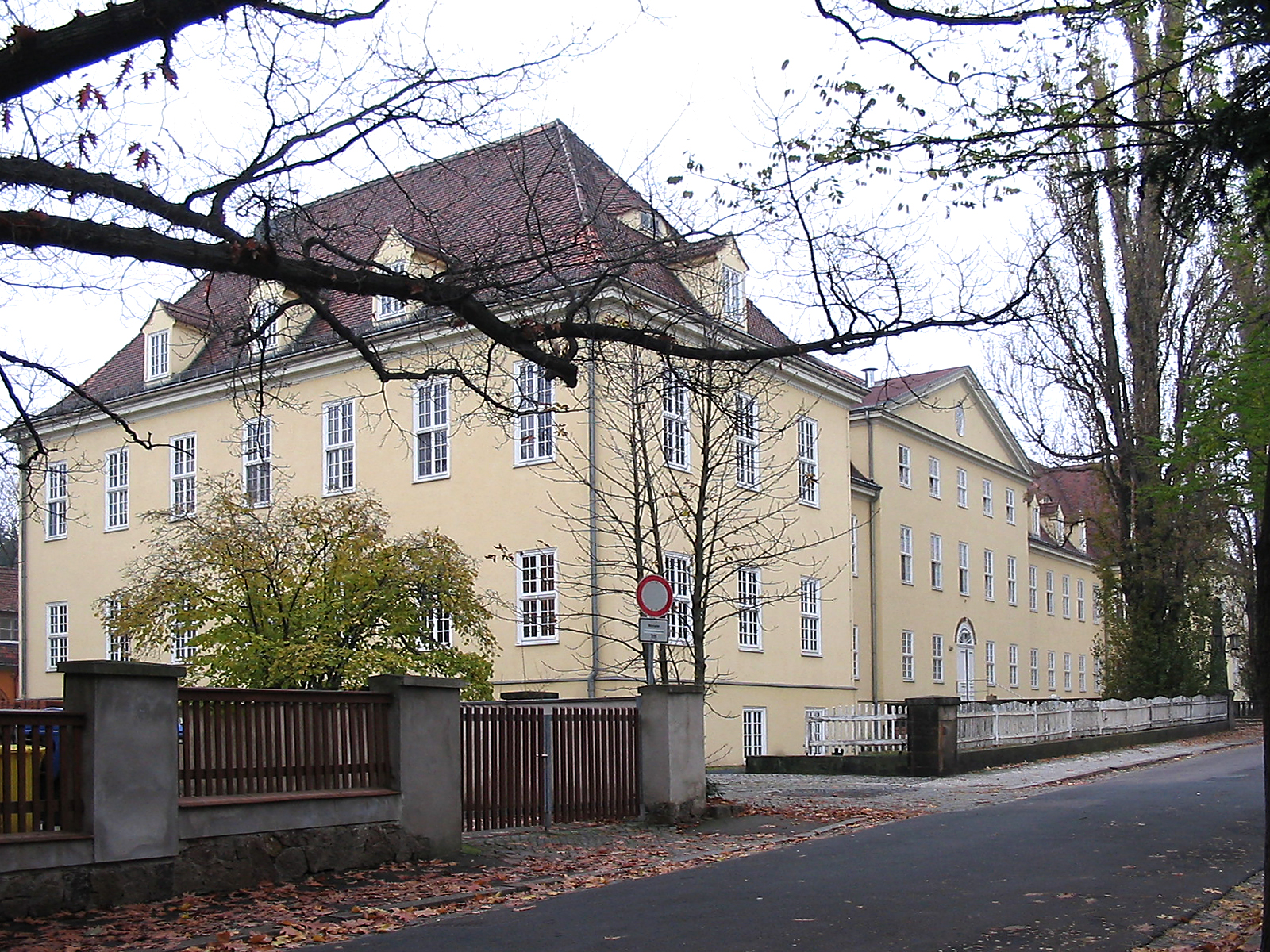
Verwaltungsgebäude Elektrizitätsverband Gröba, aus Richtung Meißner Straße

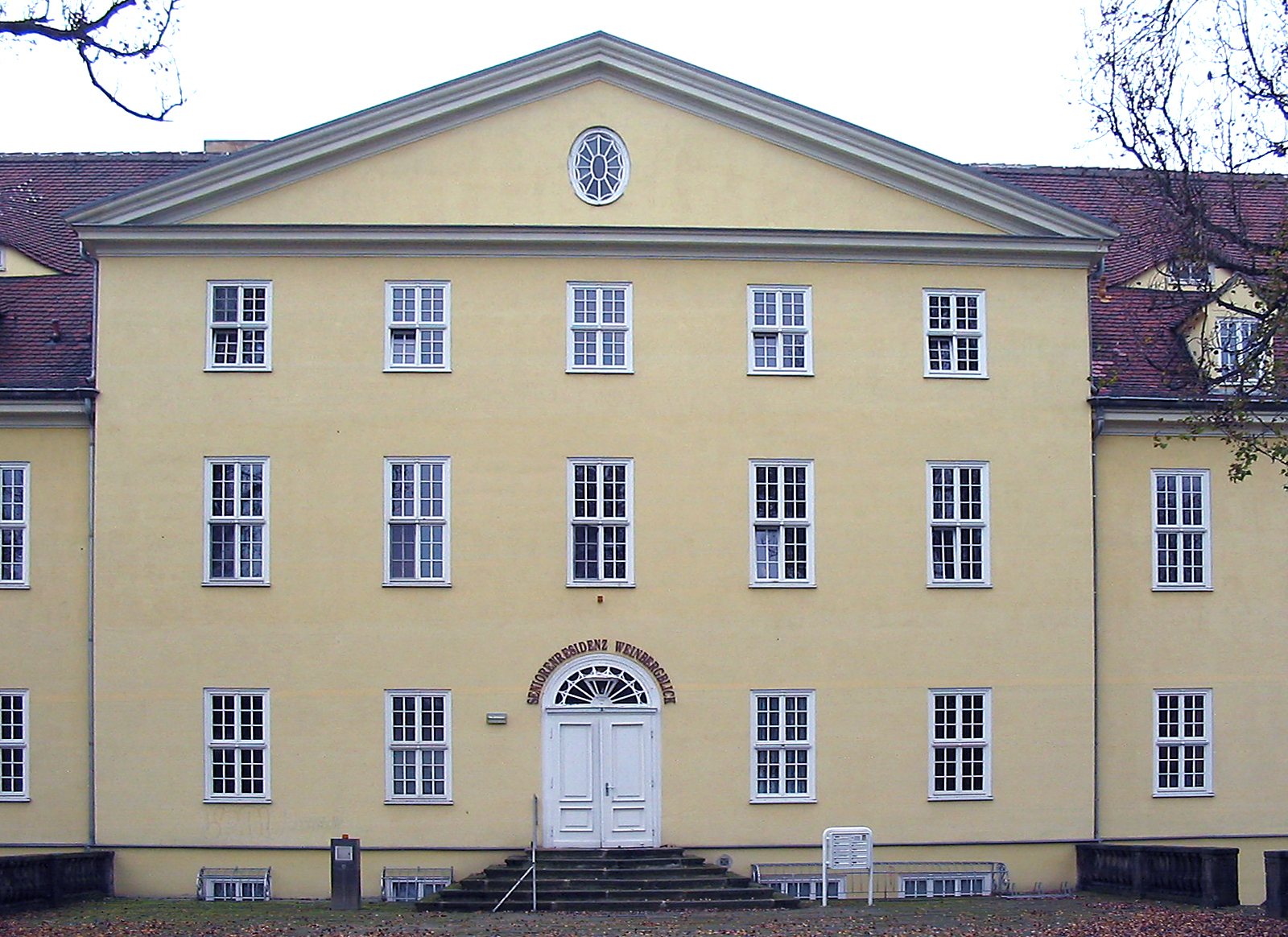
Verwaltungsgebäude Elektrizitätsverband Gröba, Mittelrisalit mit Eingang

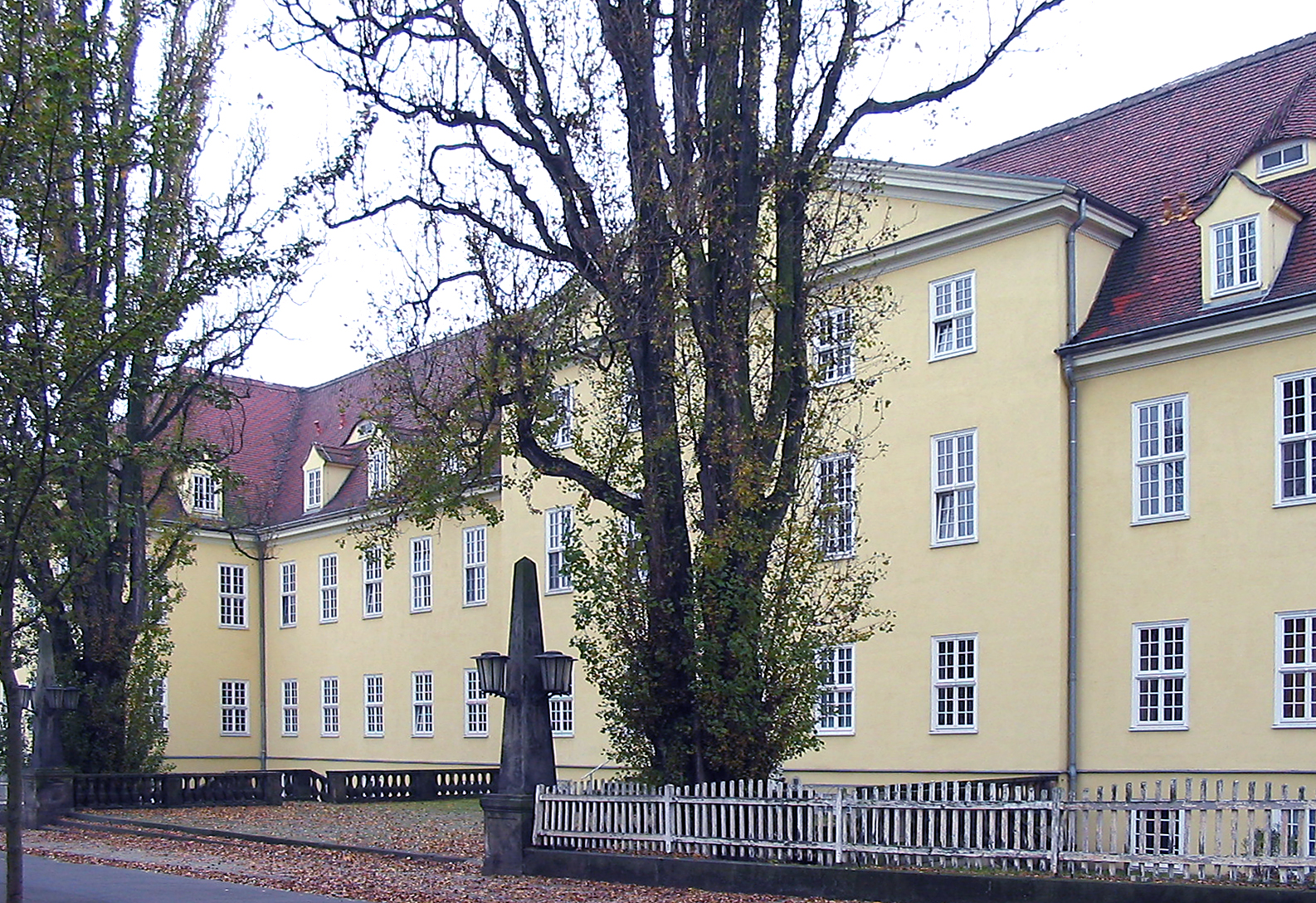
Verwaltungsgebäude Elektrizitätsverband Gröba, Obelisk

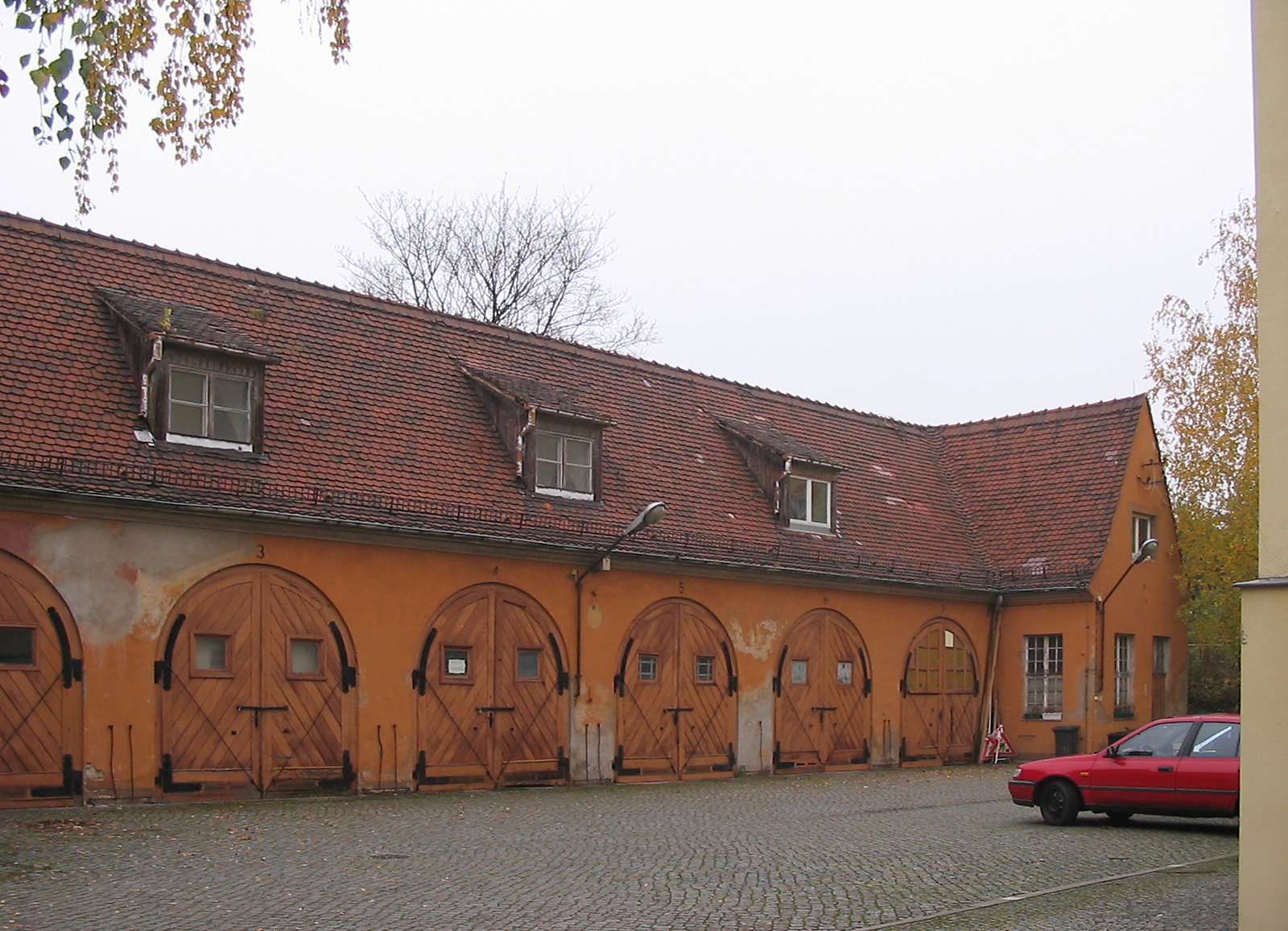
Verwaltungsgebäude Elektrizitätsverband Gröba, Garagenhof

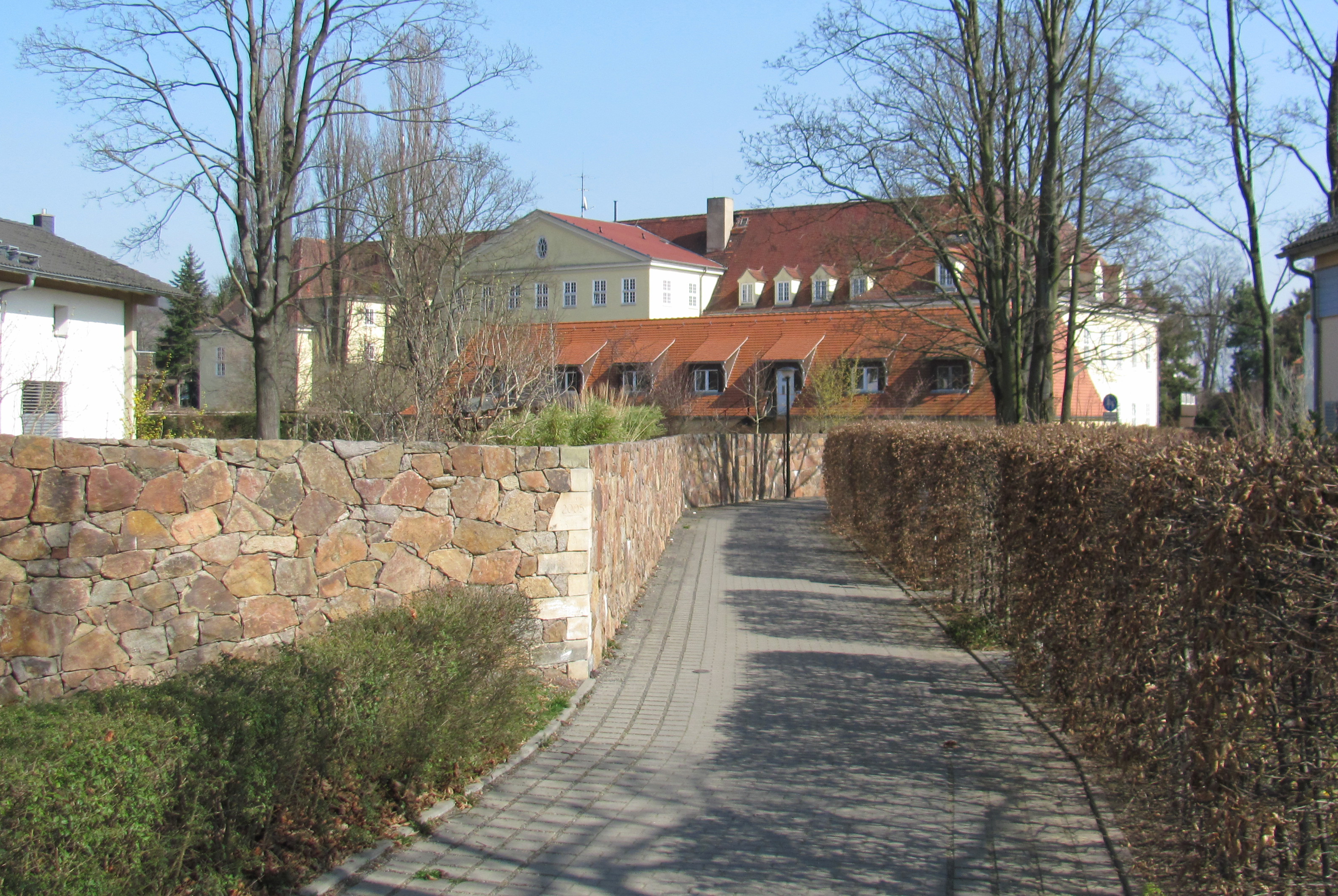
Verwaltungsgebäude Elektrizitätsverband Gröba, davor Garagenbau, von der Rückseite aus

## Beschreibung
Der breite, heute unter Denkmalschutz stehende Bau vom „Typus eines Barockschlosses“ steht längs am Hang und zum Körnerweg. Das zweigeschossige Gebäude über einem teilweise hohen Souterrain hat ein mäßig ausgebautes Sattel-Dachgeschoss mit schlanken Giebelgauben und darüber angebrachten Fledermausgauben. In der Straßenansicht steht ein dreigeschossiger Mittelrisalit mit einem flachen Dreiecksgiebel darüber, an den Gebäudeenden stehen Seitenflügel mit einem Walmdach. Der karge Putzbau hat einen Natursteinsockel sowie ein Ziegeldach. Die schlanken Fenster zeigen Kreuzstock- sowie Sprossenteilungen.
Eine Freitreppe und eine Terrasse mit Balustraden führen zum Haupteingang im Mittelrisalit. An der Terrasse stehen zwei Obelisken aus Sandstein mit Leuchten. Die Zaunfelder des Holzzauns haben oben konvexe Bögen. Der gestaltete Eingangsbereich gilt als denkmalpflegerische Nebenanlage.
Im Inneren des Gebäudes befindet sich eine über zwei Stockwerke gehende Eingangshalle mit einer barockisierenden Treppe.
Der Bau wird „stilistisch zwischen Reformstil der Zeit um 1910 und Traditionalismus der 1920er Jahre“ eingeordnet.
Hinter dem ehemaligen Verwaltungsbau steht eine langgestreckte, denkmalgeschützte Garage mit einem steilen Satteldach mit Fledermausgauben und rundbogigen Toren. An den Enden befinden sich kurze Flügelbauten mit hohen Dreiecksgiebelchen.

## Geschichte

### Elektrizitätsverband Gröba
Am 29. Dezember 1909 fand die Gründungsversammlung des Gemeindeverbands der Amtshauptmannschaften Großenhain und Meißen (beide Kreishauptmannschaft Dresden) sowie Oschatz (Kreishauptmannschaft Leipzig) statt. 1910 trat die Amtshauptmannschaft Döbeln (Kreishauptmannschaft Leipzig) bei. Der Verbands-Verwaltungssitz lag auf dem Rittergut Gröba in der Nähe von Riesa, das dortige Verwaltungsgebäude wurde durch den Dresdner Architekten Martin Hammitzsch entworfen. Im Juni 1910 genehmigte das sächsische Ministerium des Inneren die Verbandssatzung mit der Bedingung, für den Aufbau des Versorgungsunternehmens einen Sachverständigen zu bestimmen. Daraufhin wurde der Elektrotechniker Wilhelm Kübler von der Technischen Hochschule Dresden mit der Konzeption beauftragt. Der Bau eines eigenen Kraftwerks wurde in Verhandlungen mit den Lauchhammerwerken vorläufig verschoben. Stattdessen wurde ein Stromlieferungsvertrag mit den Lauchhammerwerken über eine Laufzeit von 40 Jahren abgeschlossen. Für diese Lieferung wurde die erste 100.000-Volt-Leitung in Europa errichtet. Sie verlief über 55 km vom Kraftwerk Lauchhammer über Gröditz nach Gröba und war Eigentum der Lauchhammerwerke. Im Anschluss baute der Elektrizitätsverband Gröba (EV Gröba) eine 60-kV-Ringleitung von Gröba über Schweta, Naundorf bei Leisnig, Etzdorf, Deutschenbora, Strießen bei Großenhain bis nach Gröditz mit einer Gesamtlänge von ca. 120 km; hinzu kamen 1500 km 15-kV-Leitungen, 5 Umspannwerke sowie 700 Ortsnetzstationen. In den Umspannwerken wandelten Transformatoren die Spannung von 60 kV auf 15 kV um.
Im Jahr 1920 trat der Gemeindeverband Elektrizitätswerk Niederlößnitz mit seinem Elektrizitätswerk im Lößnitzgrund bei, der im gleichen Jahr bereits vorher dem Zweckverband „Vorortsammelschiene“ beigetreten war. Die versorgte Fläche vergrößerte sich um die Verbandsfläche, ferner kam der elektrische Anschluss der Lößnitzbahn hinzu.
Der gewachsene Elektrizitätsverband Gröba baute sich 1924 ein neues Verwaltungsgebäude in Niederlößnitz, zusätzlich entstand die Gröba-Siedlung zur Unterbringung von Mitarbeitern.
Bis 1926 erweiterte sich die versorgte Fläche um die Gemeinden Boxdorf, Coswig, Dippelsdorf-Buchholz, Eisenberg-Moritzburg, Kötitz, Reichenberg, Wahnsdorf und Wilschdorf. 1928 wurde das Umspannwerk Etzdorf in die in der Nähe vorbeilaufende 100-kV-Leitung Dresden-Hirschfelde eingeschliefen. Dafür wurde erstmals eine 100-kV-Anlage im Freien errichtet. 1928/29 entstand das Umspannwerk Nr. 11 an der Meißner Straße 177, vor dem zur Straße hin noch zwei Beamten-Wohnhäuser in Ergänzung zu den Siedlungshäusern am Rosa-Luxemburg-Platz gebaut wurden.
Der Elektrizitätsverband bestand als kommunales Unternehmen bis 1949 und ging dann im VVB Energiebezirk Ost (EBO) auf, später wurde er Teil des Energiekombinats Dresden. Die 60-kV-Ringleitung wurde in den 1960er-Jahren stillgelegt, die weitere Versorgung erfolgte durch das bereits bestehende 110-kV-Netz. Der Mittelspannungsbereich wurde dabei von 15 kv auf 20 kV umgestellt. Als Energieversorgung Sachsen-Ost AG (ESAG) privatisiert, erfolgt die Versorgung durch das Nachfolgeunternehmen ENSO Energie Sachsen Ost, seit 2021 SachsenEnergie.

### Verwaltungsgebäude
1924 beantragte der Elektrizitätsverband Gröba den Bau eines neuen Verwaltungsgebäudes, dessen Entwurf von dem Architekten Otto Rometsch stammte. Von diesem Entwurf wurden sechs kannelierte Pilaster sowie eine Freitreppe über die ganze Breite des Mittelrisaliten nicht ausgeführt. Die Baufertigstellung war 1925, am 1. Dezember 1925 erfolgte die Genehmigung für die Inbetriebnahme des Fahrstuhls.
1929 wurde die Garage errichtet. 1934 brannte der hohe Dachreiter mit Kuppel ab und wurde nicht ersetzt. Bei diesem Brand wurde auch das Firmenarchiv vernichtet.
Nach dem Zweiten Weltkrieg wurde das Gebäude der Sitz der sowjetischen Kommandantur, ab 1955 Sitz des VEB Energiebau. Nach mehrjährigem Leerstand nach der Wende und umfassender Sanierung eröffnete dort 2001 eine Seniorenresidenz.